# Ladoke Akintola

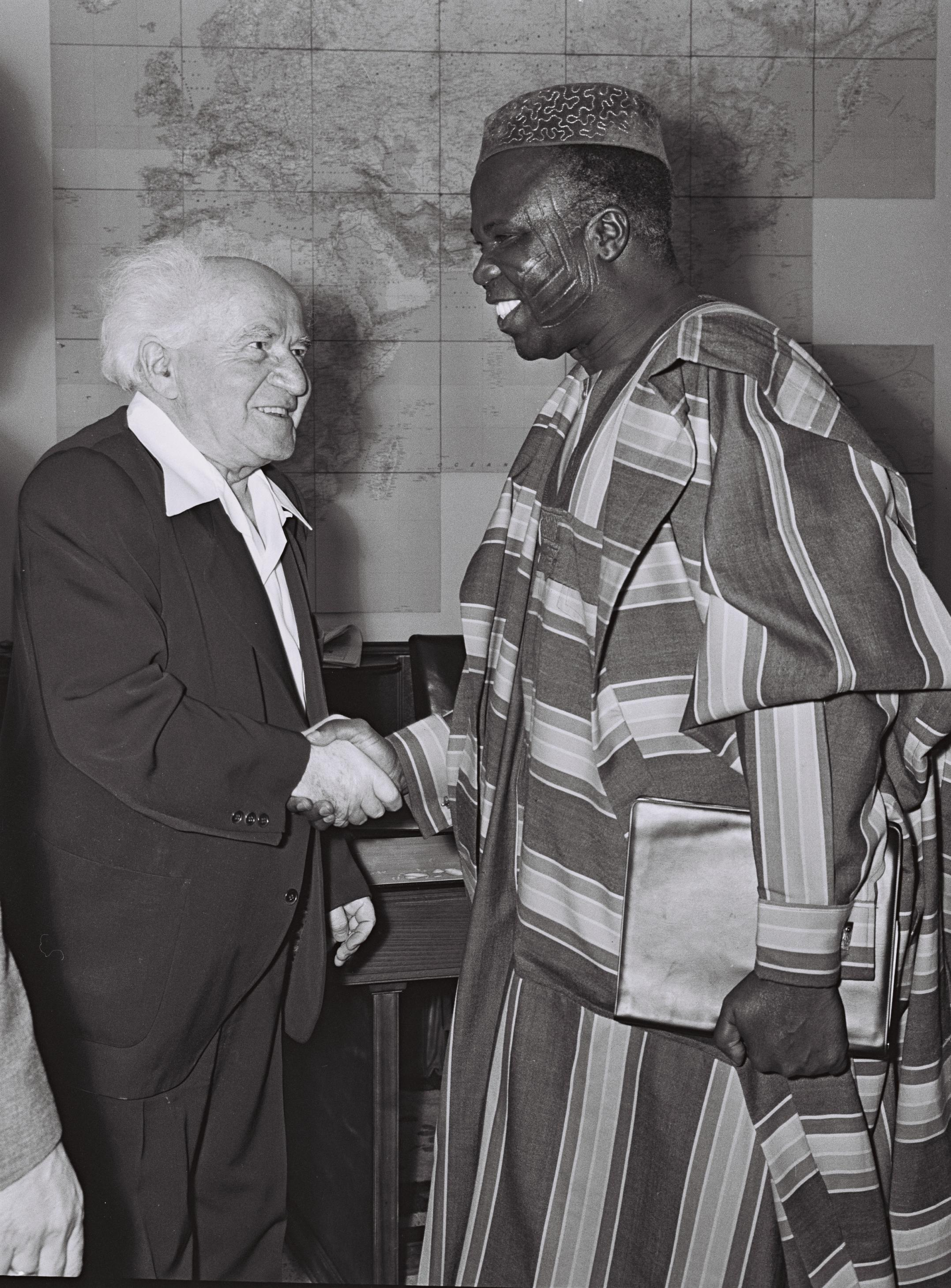
Samuel Akínt1xlá avec David Ben-Gourion lors d'une visite en Israël en 1961

Samuel Ládòkè Akíntinos, est également connu sous le nom de Samuel Ladoke Akintola, est né le 6 juillet 1910 et mort le 15 janvier 1966 , était un homme politique nigérian, aristocrate (Aristocratie (classe) (en)), orateur et avocat. Il a servi comme Oloye Aare Ona Kakanfo XIII de Yorubaland et a occupé le poste de Premier Ministre de l' État de l'Ouest (Nigéria) (en) depuis l'indépendance en 1960 jusqu'à son assassinat en 1966,,.

## Vie précoce
Akintola est né à Ogbomosho dans la famille d'Akintola Akinbola et Akanke. Son père était un commerçant et descendait d'une famille de commerçants. À un âge précoce, la famille a déménagé à Minna et a été brièvement instruit dans une école de la Société missionnaire de l’Église dans la ville. En 1922, il est retourné à Ogbomosho pour vivre avec son grand-père et a ensuite fréquenté une école de jour baptiste avant de passer au Baptist College en 1925. Il a été enseignant à l'Académie baptiste de Lagos de 1930 à 1942, il a été membre du syndicat (Liste des syndicats de l'éducation (en))des maîtres à l'Académie baptiste de Lagos (en), puis il a brièvement travaillé avec la Société ferroviaire nigériane. Au cours de cette période, il a rencontré le chef H.O. Davies, avocat et politique, a rejoint le Mouvement de la jeunesse nigériane (en) nigérian de la jeunesse, où il a aidé Ikoli et a soutenu ce dernier à représenter Lagos au conseil législatif sur la candidature d'Oba Samuel Akisanya (en), qui a été soutenu par Nnamdi Azikiwe. Il rejoint le personnel du journal Daily Service et devient rapidement éditeur en 1943 avec le soutien du chef Akinola Maja (en), actionnaire, en remplacement d'Ernest Ikoli en tant qu'éditeur. Akintola a également été fondateur d'Iroyin Yoruba (un journal écrit dans la langue Yoruba). En 1945, il s'est opposé à la grève générale menée par le NCNC d'Azikiwe et Michael Imoudu (en), gagnant la méfiance de politiciens comme le chef Anthony Enahoro (en). En 1946, il a obtenu une bourse britannique pour étudier au Royaume-Uni et a terminé des études juridiques en 1950. Il a commencé sa carrière juridique en tant qu'avocat dans les affaires territoriales et civiques. En 1952, il a formé un partenariat avec le chef Chris Ogunbanjo (en), le chef Bode Thomas (en) et Michael Odesanya.

## Carrière politique
Après sa formation d'avocat au Royaume-Uni, Ladoke Akintola est retourné au Nigéria en 1949 et a rejoint d'autres Nigérians éduqués de l'ouest pour former le Groupe d'action (Nigéria) (en) (AG) sous la direction du chef Obafemi Awolowo. Il était au départ le conseiller juridique du groupe avant de devenir le chef adjoint en 1953 après la mort de Bode Thomas (en). Il a battu Arthur Prest (en) dans la primaire pour réussir Thomas. En tant que chef adjoint du parti de l'AG, il n'a pas travaillé au gouvernement de l' État de l'Ouest (Nigéria) (en) dirigé par le Premier ministre Awolowo, mais a été le chef parlementaire du Groupe d'action/Chef de l'opposition à la Chambre des représentants du Nigéria. Au niveau fédéral, il était Ministre de la santé, puis ministre des communications et de l'aviation,,.
Les décisions concernant la direction des alliances stratégiques par le parti, l'adoption du socialisme démocratique comme plate-forme du parti et la bataille pour la suprématie dans le parti ont conduit à un désaccord entre Akintola et Awolowo. Akintola n'était pas d'accord avec la décision d'Awolowo de ne pas rejoindre le gouvernement de coalition. Akintola voulait aligner le parti du Groupe d'action sur le Congrès du peuple du Nord (en) du peuple du Nord. Il s'est également opposé à la décision du parti d'adopter le socialisme démocratique comme son idéologie, préférant une attitude plus conservatrice,.

## Critiques
Akintola a été accusé par le chef Awolowo d'essayer de le remplacer en tant que chef du parti. En mai 1962, la Chambre de l'Ouest de l'Assemblée s'apprêtait à retirer Akintola après que le parti eut approuvé un vote de non-confiance dans le premier ministre lors d'une réunion du parti, la crise a éclaté sur le sol de la maison. Le parti de l'AG a été divisé en deux factions qui ont conduit à plusieurs crises à la Chambre de l'Assemblée de la région occidentale qui ont dirigé le gouvernement central/fédéral, dirigé par le Premier ministre Sir Abubakar Tafawa Balewa pour proclamer l'état d'urgence dans la région et le chef (Dr.) M.A Majekodunmi, le Ministre fédéral de la santé a été nommé administrateur. Akintola a finalement été rétablie au pouvoir (bien qu'elle ait perdu la bataille juridique avec la Commission judiciaire du Conseil privé, puis la plus haute cour du Nigéria) en tant que Premier Ministre en 1963. Lors de l'élection générale de 1965, Akintola a gagné son poste de Premier Ministre, non pas en tant que membre du Groupe d'action, mais en tant que chef d'un parti nouvellement formé appelé Parti démocratique national nigérian (NNDP), qui était en alliance avec le Congrès du peuple du Nord (NPC), le parti qui était alors sous le contrôle du gouvernement fédéral. Son élection flagrante en 1965 fut sans aucun doute une cause immédiate du coup d'État de janvier 1966 dans lequel il fut assassiné,.

## Décès
Akintola a été assassiné à Ibadan, la capitale de la région occidentale, le jour du premier coup d'État militaire du Nigéria, le 15 janvier 1966, qui a mis fin à la Première République. Aussi connu sous le nom de "coup d'État des Jeunes Majors" ou "coup d'État des garçons de janvier", le coup d'État a entraîné l'assassinat de nombreux dirigeants politiques, principalement des membres du Congrès populaire du Nord.
Après sa mort, le titre d'Aare Ona Kankanfo était vacant pendant 21 ans jusqu'à ce que le chef Moshood Abiola s'y renverse comme le 14e Aare Ona Kankanfo par Alaafin Adeyemi III d'Oyo le 14 janvier 1988.

## Impact
Akintola était un orateur digne. En 1962, il a été chargé d'achever la fondation de l'Université d'Ife, une université qui a ensuite été nommée par son adversaire politique, Obafemi Awolowo. Bien qu'on le croit populairement, il n'y a aucune preuve vérifiable qu'Awolowo ait initié ou suggéré la création de l'Université d'Ife, qui a été renommée en son honneur. Akintola a également participé au développement de Premier Hôtel (en) et d'autres monuments,.

## Vie personnelle
Akintola était mariée à Faderera Akintola et avait cinq enfants, dont deux (Yomi Akintola et le docteur Abimbola Akintola) possédaient des portefeuilles du cabinet financier de la Troisième République nigériane. Yomi Akintola a également été Ambassadeur du Nigéria en Hongrie et Samuel Akintola, Dupe Akintola, a été Haut Commissaire du Nigéria en Jamaïque. Son quatrième fils, Victor Ladipo Akintola, a consacré une grande partie de sa vie à assurer la comptabilisation précise et continue des contributions de Samuel Akintola à la position du Nigéria sur la scène mondiale. Il a publié de nombreuses œuvres, y compris une biographie qui soulignait l'amour de son père pour le pays et l'engagement de toute la vie à son progrès. Le plus jeune garçon d'Akintola, Tokunbo Akintola, a été le premier garçon noir à Eton College et est largement dans le meilleur livre de vente de l'auteur nigériane(Troisième République nigériane (en)) Dillibe Onyeama (en), Nigger à Eton,.
Le juge Ladiran Akintola, juge de l'État d'Oyo et ancien professeur de droit de l'Université Obafemi Awolowo, est le fils d'Akintola né hors mariage.
Plusieurs institutions, dont l'Université de technologie Ladoke Akintola, Ogbomosho, se sont installées dans la ville natale d'Akintola et d'autres villes nigérianes pour lui rappeler par la suite.